# هوراس فیلدینگ
هوراس فیلدینگ (انگلیسی: Horace Fielding; ۱۴ اکتبر ۱۹۰۶ – ۱۴ ژوئن ۱۹۶۹) بازیکن فوتبال بود.
از باشگاه‌هایی که در آن بازی کرده‌است می‌توان به باشگاه فوتبال استوک‌پورت کانتی، باشگاه فوتبال گریمزبی تاون، و باشگاه فوتبال ردینگ اشاره کرد.